# 王燮元
王燮元（1909年－1970年12月4日），京劇鼓師，從齊向陽、咎樹雲學習京劇司鼓（以鼓帶領樂隊）藝術，曾為梅蘭芳、黃桂秋、周信芳、馬連良、譚富英、蓋叫天、劉奎官、林樹森、徐碧雲、唐韻笙、言慧珠等京劇表演藝術家司鼓。
著有《京劇鑼鼓演奏法》（范石人、許錦文協助文字工作）等書，影響深遠。

## 簡歷
1939年，民辦上海戲曲學校成立後，他應聘到校任教，並擔任鼓師，戲校學生顧正秋、關正明、周正榮等灌錄的京劇唱片（《四郎探母》等）及拍攝的京劇電影《古中國之歌》（費穆執導）都是他做鼓師。
1945年中日戰爭結束後不久，梅蘭芳復出，在上海等地盛大公演，請王燮元司鼓，合作了《宇宙鋒》、《鳳還巢》、《霸王别姬》、《貴妃醉酒》等多出梅派名劇，梅蘭芳領銜主演的京劇電影《生死恨》（費穆執導）也請他做鼓師，琴師是王少卿，二胡（京二胡）是倪秋萍。
1947年，梅蘭芳、李少春、周信芳、馬連良、譚富英、芙蓉草（趙桐珊）、姜妙香等名角在上海聯演《四郎探母》，王燮元打全劇的鼓。
他曾任民營上海天蟾舞台（現已改公營，屬上海京劇院）音樂主任，負責樂隊事宜和音樂指導。
中華人民共和國成立後，他在1951年參加上海市人民京劇團（上海京劇院的前身）。
1954年，蓋叫天領銜主演的京劇電影《蓋叫天的舞台藝術》（涵蓋《白水灘》、《七雄聚義》、《茂州廟》、《劈山救母》、《英雄義》、《武松》等戲的精彩橋段，上海市人民京劇團合演）請他司鼓（職稱是「指揮」，鼓師是京劇樂隊的總指揮）。
1955年，周信芳做院長的上海京劇院成立後，他一直在劇院擔任鼓師職務，1956年加入中國共產黨。
1950年代末，他擔任上海京劇院現代京劇（京劇現代戲）《智取威虎山》初期版的鼓師，琴師是趙濟羹（後來電影版的鼓師是張鑫海，琴師是蔣阿炳）。
1963年拍攝的京劇電影《尤三姐》，他做鼓師，琴師是查長生。
1966年文化大革命爆發後，他受到迫害，1970年在上海去世。
他的兒子王永琦（中國國家1級演奏員，福建京劇院鼓師）也打鼓。